# 竹内豊
竹内 豊（たけうち ゆたか 1965年 - ）は、日本の行政書士。
東京都出身、中央大学法学部政治学科卒業。竹内行政書士事務所代表。『行政書士合格者のための開業準備実践ゼミ』主宰。

## 職歴
2016年 - 現在
- 行政書士合格者のための開業準備実践ゼミ主宰

2001年 - 現在
- 竹内行政書士事務所代表

1989年 - 2001年
- 西武百貨店勤務

## 著作
- 『行政書士合格者のための開業準備実践講座』税務経理協会 2016年
- 『行政書士のための遺言・相続実務家養成講座』税務経理協会 2014年
- 『親に気持ちよく遺言書を準備してもらう本』日本実業出版社 2012年

共著
- 『親が亡くなる前に知るべき相続の知識、相続・相続税の傾向と対策〜遺言のすすめ』税務経理協会 2013年
- 『親が亡くなった後で困る相続・遺言50』総合法令出版 2011年

監修
- 『行政書士のための建設業実務家養成講座』税務経理協会 2016年

DVD
- 『見落とすと危ない！相続業務の要注意Q&A62』税理士法人レガシィ 2017年
- 『落し穴に要注意！遺言の実務Q&A72』税理士法人レガシィ 2017年
- 『銀行の相続手続があっという間に終わるプロの技』税理士法人レガシィ 2016年
- 『遺言書の現物17選　実務“直結”の5分類』税理士法人レガシィ 2015年
- 『現物資料61見本付！　銀行の相続手続の実務を疑似体験』税理士法人レガシィ 2015年
- 『遺産分割協議書の作成実務　状況別詳細解説と落とし穴』税理士法人レガシィ 2015年
- 『銀行の相続手続　実務手続の再現と必要書類』税理士法人レガシィ 2015年
- 『税理士への相談増加中！顧問先の外国人雇用で知っておかなければいけないこと』税理士法人レガシィ 2014年
- 『作成から執行まで　遺言の実務』税理士法人レガシィ 2014年
- 『そうか！遺言書にはこんな力が　転ばぬ先の遺言書　書く方も勧める方も安心の実行術』税理士法人レガシィ 2013年
- 『自筆証書遺言3つの弱点・落とし穴　そこで私はこう補います』税理士法人レガシィ 2013年
- 『夫や親に気持ちよく遺言書を書いてもらう方法』税理士法人レガシィ 2012年

## メディア
- 『はじめての遺言・葬儀・お墓』2016年3月 週刊朝日MOOK
- 『ズバリ損しない相続』2014年3月 週刊朝日MOOK
- 『朝日新聞』〜「冬休み相続の話しでも」2013年12月18日朝刊
- 『週刊朝日』〜「不動産お得な相続10問10答」2013年10月8日号
- 『週刊朝日臨時増刊号・50歳からのお金と暮らし』2013年7月
- 『週刊朝日』〜「妻のマル秘相続術」2013年3月8日号
- 『週刊朝日』〜「相続を勝ち抜くケース別Q＆A25」2013年1月25日号
- 『週刊朝日』〜「2013年版“争族”を防ぐ相続10のポイント」2013年1月18日号
- 『婦人公論』〜「親にすんなりと遺言書を書いてもらうには」2012年11月22日号
- 『週刊SPA!』〜「相続＆贈与の徹底活用術」2012年9月4日号

## 講演
朝日新聞出版社、日本生命、税理士法人レガシィ、東京ファイナンシャルプランナーズ等